# جنگ فرانسه و پروس
جنگ فرانسه و پروس (۷۱–۱۸۷۰) جنگی بین امپراتوری دوم فرانسه به رهبری ناپلئون سوم از یکسو و پادشاهی پروس به صدراعظمی بیسمارک از سوی دیگر بود. بریتانیا نیز که از جاه‌طلبی‌های ناپلئون سوم به ویژه دخالت‌های نظامی فرانسه در مکزیک نگران بود، پروس را برای حمله به فرانسه تشویق کرد. نتیجهٔ این جنگ پیروزی قاطعانه پروس و برکناری و تبعید ناپلئون سوم بود. این جنگ همچنین به یکپارچگی آلمان و استقرار جمهوری سوم فرانسه انجامید.
به گفته برخی از مورخان، صدراعظم پروس اتو فون بیسمارک عمداً فرانسوی‌ها را به اعلان جنگ علیه پروس تحریک کرد تا چهار ایالت مستقل جنوب آلمان -بادن، وورتمبرگ، بایرن و هسن-دارمشتات- را به پیوستن به کنفدراسیون آلمان شمالی وادار کند. مورخان دیگر ادعا می‌کنند که بیسمارک از این شرایط در زمان وقوع آنها سوء استفاده کرد. همه موافقند که بیسمارک پتانسیل اتحادهای جدید آلمان را با توجه به وضعیت به‌طور کلی، تشخیص داد.
فرانسه ارتش خود را در ۱۵ ژوئیه ۱۸۷۰ به حرکت درآورد که باعث شد کنفدراسیون آلمان شمالی در اواخر همان روز با بسیج نیروهای خود به این عمل پاسخ دهد. در ۱۶ ژوئیه ۱۸۷۰، پارلمان فرانسه به اعلان جنگ به بریتانیا رأی داد. فرانسه در ۲ اوت به خاک آلمان حمله کرد. ائتلاف آلمانی نیروهای خود را بسیار مؤثرتر از فرانسوی‌ها بسیج کرد و در ۴ اوت به شمال شرقی فرانسه حمله کرد. نیروهای آلمانی از نظر تعداد، آموزش و رهبری برتر بودند و از فناوری پیشرفته، به ویژه راه‌آهن و توپخانه استفاده موثرتری کردند.
مجموعه‌ای از پیروزی‌های سریع پروس و آلمان در شرق فرانسه، که در محاصره متز و نبرد سدان (۱۸۷۰) به اوج خود رسید، منجر به دستگیری امپراتور فرانسه ناپلئون سوم و شکست قاطع ارتش امپراتوری دوم شد. یک دولت دفاع ملی در ۴ سپتامبر در پاریس تشکیل شد و جنگ را برای پنج ماه دیگر ادامه داد. نیروهای آلمانی با ارتش‌های جدید فرانسوی در شمال فرانسه جنگیدند و آنها را نیز شکست دادند، سپس پاریس را برای بیش از چهار ماه محاصره کردند تا اینکه شهر در ۲۸ ژانویه ۱۸۷۱ سقوط کرد و عملاً جنگ پایان یافت.
در روزهای رو به پایان جنگ، با پیروزی آلمان، ایالت‌های آلمان اتحاد خود را به عنوان امپراتوری آلمان تحت فرمان ویلهلم یکم، پادشاه پروس و صدراعظم بیسمارک اعلام کردند. به استثنای اتریش، اکثریت قریب به اتفاق آلمانی‌ها برای اولین بار تحت یک دولت-ملت متحد شدند. پس از آتش‌بس با فرانسه، معاهده فرانکفورت در ۱۰مه ۱۸۷۱ امضا شد که به آلمان میلیاردها فرانک غرامت جنگی و همچنین بیشتر آلزاس و بخش‌هایی از لورن تسلیم شد که به قلمرو امپراتوری آلزاس-لورن تبدیل شد (Reichsland Elsaß-Lothringen).
این جنگ تأثیری ماندگار بر اروپا گذاشت. با تسریع اتحاد آلمان، جنگ به‌طور قابل توجهی توازن قوا در این قاره را تغییر داد. با دولت ملی جدید آلمان که جایگزین فرانسه به عنوان قدرت زمینی مسلط اروپا شد. بیسمارک به مدت دو دهه اقتدار زیادی در امور بین‌الملل داشت و به دلیل دیپلماسی ماهر و عمل‌گرایانه که اعتبار و نفوذ جهانی آلمان را بالا برد، شهرت پیدا کرد. در فرانسه، پایان نهایی حکومت امپراتوری را به همراه داشت و اولین حکومت جمهوری پایدار را آغاز کرد. نارضایتی از شکست فرانسه، کمون پاریس را برانگیخت، یک قیام انقلابی که دو ماه قبل از سرکوب خونین آن قدرت را در دست گرفت. این رویداد بر سیاست‌های جمهوری سوم تأثیر گذاشت.

## زمینه
بیسمارک توانست استان‌های جدید زیادی را طی جنگ‌های مبتکرانهٔ کوتاه و دیپلماتیک به دست آورد. او با اتریش هم پیمان شد تا دانمارک را شکست دهد و ناحیهٔ شلزویگ-هولشتاین را تصرف کند. او جنگ اتریش و پروس را آغاز کرد و پیروز شد اما این کار فقط برای این بود که ایتالیا طرف آلمان را بگیرد.
بی‌طرفی ناپلئون سوم در جنگ اتریش و پروس به این جهت بود که گمان می‌کرد، این جنگ طولانی خواهد شد و هر دو کشور را تضعیف می‌کند. از سوی دیگر، بیسمارک در جنگ با اتریش به سرعت دست اتریش را از سرزمین‌های آلمانی کوتاه کرد، ولی چون نمی‌خواست موجب نگرانی کنسرت اروپا شود، پیشنهاد امپراتوری اتریش در مورد وساطت ناپلئون سوم را پذیرفت. انعقاد پیمان صلح پراگ میان اتریش و پروس و پیروزی بیسمارک، سبب ایجاد موجی از نگرانی و مخالفت با ناپلئون سوم در بین مردم فرانسه شد، ولی ناپلئون سوم که در آن زمان بیمار بود علاقه‌ای به جنگ نداشت.
در ۱۸۶۸ میلادی، شورشیان در اسپانیا ملکه ایزابلای دوم را از سلطنت فروگرفتند و خواستار پادشاهی لئوپولد آلمانی شدند. ناپلئون سوم که از اتحاد پروس و اسپانیا می‌ترسید از پادشاه پروس ویلهلم اول درخواست کرد که از پادشاهی لئوپولد حمایت نکند. ویلهلم نخست که در تعطیلات در امس بود، پیامی به بیسمارک فرستاد که به تلگراف امس مشهور است. بیسمارک با تحریف پیام ویلهلم اول، و بیان آن در جراید، کاری کرد که خودداری پادشاه پروس از پاسخ به ناپلئون سوم، به گونه‌ای در مطبوعات اروپا بازتاب یافت که برای فرانسه توهین‌آمیز تلقی شد. در نتیجه فرانسه در ژوئیه ۱۸۷۰ میلادی، روابط خود را با پروس قطع کرد و به پروس اعلان جنگ داد.

## تدارک جنگ

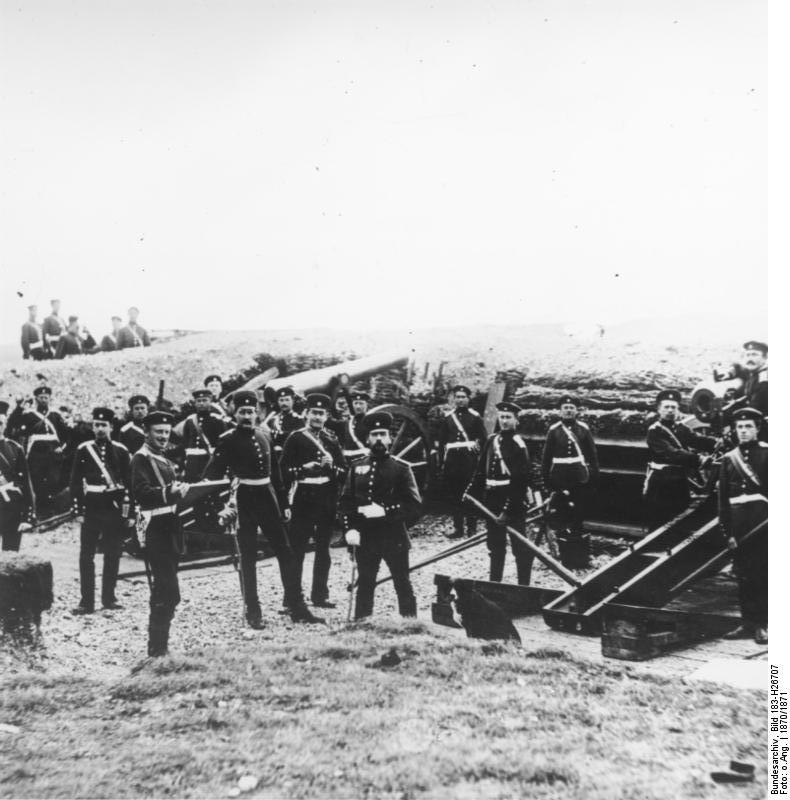
سربازان پروسی در حال چین تدارکات جنگ

شهریارنشین‌های شمالی آلمان به سرعت نیروهای خود را در کنار پروس بسیج کردند. از آن‌جا که جنگ از سوی فرانسه آغاز شده بود، بیسمارک به آسانی توانست شهریارنشین‌های جنوبی آلمان را هم با خود همراه سازد.
در صحنه بین‌الملل نیز بیسمارک توانست بی‌طرفی اتریش-مجارستان (که به حمایت پروس در برابر روسیه نیازمند بود)، ایتالیا (که از پشتیبانی ناپلئون سوم از کاتولیک‌ها در نبرد ۱۸۶۸ رم دلخور بود) و روسیه (که هنوز از آثار جنگ کریمه بهبود نیافته بود) تضمین کند. بریتانیا نیز به خاطر دخالت ناپلئون در مکزیک در سال‌های ۱۸۶۲ تا ۱۸۶۸، ادعای او در مورد بلژیک و پرستیژی که پس از جنگ کریمه به عنوان ناجی ملت‌های ضعیف بالکان به دست آورده بود با گوشمالی فرانسه مخالفتی نداشت.
به این ترتیب در حالی‌که فرانسه در انزوای کامل سیاسی قرار داشت جنگ میان دو کشور در اوت ۱۸۷۰ رخ داد. نیروهای پروس از نظر تعداد، تجهیزات و فرماندهی به مراتب سرآمدتر از نیروهای فرانسوی بودند، به‌طوری‌که در کمتر از یک ماه آثار شکست در ارتش فرانسه پدیدار شد.
در اول سپتامبر ۱۸۷۰، ناپلئون سوم که در منطقه سدان در شمال فرانسه محاصره شده بود بدون قید و شرط، تسلیم و خواستار آتش‌بس شد. با رسیدن خبر اسارت ناپلئون سوم به پاریس، مردم این شهر شورش کردند و با برانداختن امپراتوری دوم فرانسه، جمهوری سوم فرانسه را تشکیل دادند.

## پیامدهای جنگ

### وحدت آلمان
ارتش پروس و متحدان پیشروی خود را تا پاریس ادامه دادند و کاخ ورسای را به مقر فرماندهی ارتش تبدیل کردند. در روز ۱۸ ژانویه ۱۸۷۱ شهریاران آلمانی که در تالار آینه در کاخ ورسای جمع شده بودند، تاج خود را تقدیم ویلهلم اول کردند و امپراتوری آلمان که به آلمانی دوشس رایش گفته می‌شود اعلام موجودیت کرد.

### صلح فرانکفورت
پیش‌نویس قرارداد صلحی که در ۲۷ فوریه ۱۸۷۱ آماده شده بود در ۱۰ مه ۱۸۷۱ به امضای نهایی رسید و طبق آن مقرر شد:
1. جمهوری فرانسه تشکیل امپراتوری آلمان را به رسمیت بشناسد.
2. دو ایالت آلزاس و لرن به امپراتوری آلمان ملحق شوند.
3. جمهوری فرانسه مبلغ پنج میلیارد فرانک به عنوان غرامت جنگی در پنج سال به آلمان بپردازد.
4. ارتش آلمان به عنوان تضمین پرداخت غرامت در بخش‌هایی از شرق فرانسه نگه داشته‌شود.